# Det var en lørdag aften (film fra 2003)
 For alternative betydninger, se Det var en lørdag aften. (Se også artikler, som begynder med Det var en lørdag aften)
Det var en lørdag aften er en dansk kortfilm fra 2003 instrueret af Morten Lundgaard efter eget manuskript.

## Medvirkende
- Thomas Biehl, Mand
- Pernille Gunvad, Kvinde
- Anders Brink Madsen, Nabo
- Frederik Meldal Nørgaard, Bøsse